# ECW December to Dismember (2006)
L'Édition 2006 de December to Dismember est un spectacle de catch disponible en paiement à la séance produit par la World Wrestling Entertainment à la James Brown Arena d'Augusta (Géorgie) le 3 décembre 2006. Il met en scène les catcheurs travaillant à l'ECW. Six matchs ont lieu, seulement deux étant annoncés aux spectateurs et téléspectateurs avant : le premier oppose les Hardy Boyz à MNM et le Big Show s'affronte à CM Punk, Hardcore Holly, Rob Van Dam, Test et Bobby Lashley dans le second. Ce spectacle est un échec commercial avec seulement 90 000 ménages dans le monde regardant en paiement à la séance. Il reste également un échec au niveau de la qualité des prestations des différents catcheurs/catcheuses.

## Contexte
Les spectacles de la World Wrestling Entertainment (WWE) en paiement à la séance sont constitués de matchs aux résultats prédéterminés par les scénaristes de la WWE. Ces rencontres sont justifiées par des storylines — une rivalité avec un catcheur, la plupart du temps — ou par des qualifications survenues dans les émissions de la WWE telles que Raw, SmackDown, ECW et Superstars. Tous les catcheurs possèdent un gimmick, c'est-à-dire qu'ils incarnent un personnage gentil ou méchant, qui évolue au fil des rencontres.

### Extreme Elimination Chamber match

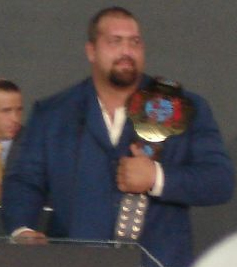
Big Show avec la ceinture de champion de l'ECW.

Le 24 octobre, Rob Van Dam remporte un match de l'échelle face au Big Show alors champion poids-lourds de l'ECW et obtient le droit de choisir quand il va l'affronter dans un match de championnat. La semaine suivante, Van Dam choisit le 3 décembre à December to Dismember et Paul Heyman, le manager général de l'ECW, décide que Van Dam et Show sont deux des six participants à un Extreme Elimination Chamber match. Le même soir, Sabu se qualifie pour ce match après sa victoire sur Kevin Thorn. Le 7 novembre, CM Punk et Test obtiennent leur place pour ce match en gagnant leur match de qualification face à Mike Knox pour Punk et Tommy Dreamer pour Test. La semaine suivante, Hardcore Holly doit signer le contrat lui donnant sa place pour ce match mais Bobby Lashley, qui fait ce soir là sa première apparition à l'ECW, lui vole sa place en signant le contrat avant son arrivée. Le 21 novembre, Paul Heyman donne l'opportunité de prendre la place de Rob Van Dam à Holly s'il parvient à le vaincre dans un Extreme Rules match mais il n'y parvient pas. Au cours des Survivor Series le 26 novembre, Rob Van Dam, Sabu et Bobby Lashley font partie de l'équipe de John Cena avec Kane et remportent un match par équipe à élimination face à l'équipe du Big Show (Test, Fit Finlay, Montel Vontavious Porter et Umaga), Lashley et Cena étant les seuls membres de l'équipe gagnante à ne pas avoir été éliminés. Deux jours après cela, des matchs opposant les participants à l'Extreme Elimination Chamber match ont lieu : Rob Van Dam l'emporte face à Sabu, l'affrontement entre CM Punk et Test se conclut par un double décompte à l'extérieur et enfin Bobby Lashley bat par disqualification le Big Show après l'intervention des agents de sécurité sur ordre de Paul Heyman.

### Rivalité entre MNM et les Hardy Boyz
Après la perte du championnat par équipe de la WWE face à Paul London et Brian Kendrick à Judgement Day le 23 mai 2006, Melina, qui considère Joey Mercury comme responsable de cette défaite, le gifle. En suit une bagarre entre Johnny Nitro et Melina contre Mercury qui se conclut par l'intervention des arbitres et de Teddy Long, le manager général de SmackDown, que Melina fait tomber. Le même soir, Long décide de renvoyer Nitro et Melina. Le 27 novembre, les Hardy Boyz (Jeff et Matt Hardy) annoncent dans une conférence de presse qu'ils lancent un défi à quiconque souhaitant les affronter à December to Dismember. Le même jour au cours de l'enregistrement de Raw, Johnny Nitro accepte le défi lancé par les Hardy Boyz, engendrant le retour de Joey Mercury dans l'équipe. Le lendemain, MNM attaque les Hardy Boyz après leur victoire sur Sylvester Terkay et Elijah Burke. La Voodoo Kin Mafia, une équipe issue de la Total Nonstop Action Wrestling composée de BG James et Kip James, accepte elle aussi de relever le défi, mais compte tenu que ces deux catcheurs ne sont pas sous contrat avec la WWE, cela n'est pas pris au sérieux.

## Déroulement

### Matchs préliminaires
Comme la plupart des spectacles de catch diffusés, la World Wrestling Entertainment (WWE) organise un match non retransmis dans le but de mettre de l'ambiance dans le public. Stevie Richards bat René Duprée au cours de celui-ci.
Après le résumé de l'émission du 28 novembre, Tazz et Joey Styles accueillent les téléspectateurs. Lors de son annonce, Joey Styles dévoile le résultat du match principal en annonçant qu'il y aura un nouveau champion de l'ECW.
Le premier match diffusé oppose le trio MNM aux deux frères Hardy. Joey Mercury commence le match face à Matt Hardy. Les frères Hardy dominent alors et effectuent une double belly to belly suplex sur Mercury. Plus tard, Matt porte une crucifix powerbomb et fait retomber l'adversaire à ses pieds avant une tentative de tombé sur Nitro. MNM reprend le dessus avec une double suplex suivi d'un double brise nuque contré par Matt puis un Poetry in motion, Nitro court et utilise le dos de son équipier à genou pour frapper Matt dans le coin. Cette période de domination se termine quand Matt contre une tentative de Twist of Fate avant de passer le relais à son frère. Mercury se retrouve projeté hors du ring par Matt puis c'est au tour de Nitro en effectuant un crossbody et enfin de Jeff Hardy. Matt ramène Mercury sur le ring et lui porte un Twist of Fate, son frère monte sur un des coins du ring pour effectuer une swanton bomb contré. MNM s'occupe ensuite de Jeff pendant de longues minutes avant de contrer une prise en équipe de Mercury et Nitro et leur porter un Whisper in the wind, un salto arrière depuis la troisième corde suivi d'une vrille afin d’atterrir en crossbody. Il passe le relais à Matt qui travaille Nitro avant que les deux frères n'effectuent une superplex en même temps sur leurs adversaires. Jeff, qui est alors le membre « légal » de son équipe, tente le tombé mais l'arbitre se trouve distrait par Melina. Elle tente de frapper Jeff mais Johnny vient porter un dropkick sur son adversaire qu'elle reçoit en plein visage. MNM revient une dernière fois dans le match après un snapshot, une prise en équipe où Mercury fait tomber Jeff. Nitro effectue alors un DDT. Ils tentent ensuite de reproduire la même chose depuis la troisième corde mais Matt intervient et leur inflige à tous les deux un neckbreaker. Jeff effectue ensuite une swanton bomb sur les deux hommes couchés l'un sur l'autre et fait le tombé sur Johnny Nitro.
Joey Styles et Tazz parlent ensuite de l'Extreme Elimination Chamber match de ce soir puis, on retrouve Rob Van Dam (RVD) qui déclare qu'il est conscient des risques qu'il va prendre.
Matt Striker arrive ensuite sur le ring, il annonce au public que son adversaire est Balls Mahoney et qu'il va l'affronter dans un Extreme Rules match. Cependant, il demande à un officiel de modifier un peu les règles : pas de doigts dans les yeux, pas le droit de tirer les cheveux, pas de prises depuis la troisième corde et enfin aucune injure. Il conclut son allocution en déclarant « Voyons si Balls Mahoney peut lutter selon les Striker Rules. ». L'arrivée de son adversaire est accompagnée par les cris des fans hurlant « Balls » ce qui énerve Striker puis le match commence. Mahoney prend le dessus et tente de soumettre son adversaire en effectuant un cross armbreaker mais Striker s'en sort et projette son adversaire dans un des coins où une épaule de Mahoney heurte la structure métallique du ring. Striker travaille ensuite le bras blessé de son ennemi avant d'effectuer une Fujiwara Armbar. Mahoney revient dans le match et, après une série de coups de poing au visage, effectue un spinbuster. Ceci fait chuter son adversaire à ses pieds et il obtient la victoire par tombé après un peu plus de sept minutes de combat.
Juste après le match, la production diffuse une vidéo de CM Punk parlant de l'Extreme Elimination Chamber match. Sur celle-ci, Sabu se trouve en coulisses et semble K.O. À cette vision, le public réagit en criant « Bullshit », traduisible par « connerie ».
Elijah Burke et Sylvester Terkay arrivent sur le ring, Burke prend alors le micro pour présenter son équipier ; il parle notamment de son activité passée de combattant d'arts martiaux mixtes (MMA). Leurs adversaires entrent à leur tour. Il s'agit des Full Blooded Italians (en) (FBI) (Little Guido et Tony Mamaluke), accompagnés de Trinity. Burke commence le match face à Guido avec sa casquette. Guido fait tomber celle-ci de son adversaire avant de la prendre, puis il passe le relais à Mamaluke qui après un bref passage sur le ring décide de faire revenir son partenaire. Ils concluent cela en projetant Burke au sol avant une double descente du coude. Burke réussit à taper dans la main de Terkay pour qu'il entre en action. Il prend l'ascendant sur son adversaire avec plusieurs coups de genou dans le ventre avant de le projeter dans un coin puis de tenter un running cross body contré. Guido retourne sur le ring et tente un crossbody contré, Mamaluke intervient et se prend un coup de pied qui l'envoie hors du ring et Terkay décide d'y projeter Guido sur Mamaluke. Burke ramène Guido sur le ring puis Terkay laisse sa place à son partenaire. Après une tentative de tombé infructueuse, Guido réussit à taper dans la main de son équipier pour qu'il entre en scène. Mamaluke reprend l'ascendant avec des dropkicks ; avec Guido, ils font chuter Burke avant une tentative de tombé qui se conclut au compte de deux. Burke revient dans le match : après un coup de poing de Terkey sur Mamaluke, il effectue une STO qui permet de remporter le match. Terkay ramène Guido sur le ring et lui porte un Muscle Buster.
Par la suite, Sabu est sur une civière. Il se fait prendre en charge par des ambulanciers qui l’emmènent à l'hôpital. Rob Van Dam et CM Punk l'accompagnent jusqu'à l'ambulance.
Daivari accompagné du Great Khali se retrouve ensuite face à Tommy Dreamer. Daivari envoie son adversaire hors du ring puis lui porte un dropkick après une prise d'élan dans les cordes et enfin il le rejoint au sol où son ennemi le projette dans une barricade. De retour sur le ring, Khali interfère dans le match en faisant tomber Dreamer alors qu'il prend de l'élan en utilisant les cordes ; l'arbitre décide alors de renvoyer le géant indien au vestiaire. Daivari tente ensuite de soumettre son adversaire en effectuant d'abord une chinlock puis une sleeper hold mais Dreamer réussit à se relever avant de faire tomber son adversaire. Après des échanges de coups de poing, Dreamer prend l'ascendant en effectuant un inverted DDT puis met son ennemi sur ses épaules mais Daivari lui met les doigts dans les yeux. Il en profite pour monter sur la troisième corde et tente un crossbody qu'évite Dreamer qui place son adversaire la tête à l'envers dans un coin avant d'effectuer une glissade le frappant à la tête. Dreamer tente ensuite un DDT contré par son ennemi qui fait un petit paquet lui permettant de gagner par tombé, Daivari part rapidement et se fait poursuivre par son adversaire et enfin Khali projette Dreamer au sol.
Paul Heyman retrouve Hardcore Holly dans les vestiaires et lui annonce qu'il remplace Sabu dans l'Extreme Elimination Chamber match.
Lors de son arrivée avec Mike Knox, Kelly Kelly prend le micro et souhaite bonne chance à CM Punk pour son match de championnat, discours qui semble déplaire à son équipier. Ce binôme est opposé à celui composé d'Ariel et Kevin Thorn dans un match par équipe mixte qui commence avec les deux hommes. Au cours de leur affrontement, Knox tente à deux reprises le tombé sans succès d'abord après un side slam puis, après un coup de pied au visage, Thorn réussit ensuite à ramener son adversaire vers le coin où Ariel prend le relais. Knox souhaite affronter la jeune femme mais l'arbitre lui donne l'ordre de taper dans la main de Kelly pour qu'elle entre sur le ring. Ariel prend l'ascendant sur son ennemie, puis Kelly réussit à reprendre le dessus en donnant un coup de pied à son adversaire alors qu'elle est au sol. Elle souhaite alors faire entrer Knox mais ce dernier décide de quitter le ring. Ariel effectue ensuite un chokehold STO pour gagner le match. Ariel attaque ensuite son adversaire au sol après le match et enfin Sandman arrive depuis les gradins pour s'en prendre à Thorn.

### Extreme Elimination Chamber
Rebecca (en) interviewe ensuite Bobby Lashley en coulisses puis après une vidéo annonçant l'Extreme Elimination Chamber match. Paul Heyman arrive sur le ring avec ses deux gardes du corps casqués et parle du match phare de la soirée, de l'absence de Sabu et annonce la fin des anciens de l'Extreme Championship Wrestling comme Sabu, Rob Van Dam et Sandman et annonce un « global phenomenon of ECW » mené par le Big Show avant de demander aux techniciens d'abaisser la cage de l'Elimination Chamber.
Les six catcheurs de l'Extreme Elimination Chamber match arrivent les uns après les autres : Big Show est le premier et entre dans une des cellules contenant une batte de baseball recouverte de fil de fer barbelé, CM Punk arrive ensuite et s'enferme dans une cellule où se trouve une chaise, Test est le suivant à faire son entrée et il choisit de prendre un pied de biche et se fait enfermer, enfin Bobby Lashley entre dans un cellule où une table l'attend.
Hardcore Holly et Rob Van Dam (RVD) viennent ensuite et le match débute avec un affrontement entre ces deux hommes pour cinq minutes avant l'ouverture de la première cellule. Ils se retrouvent à l'extérieur du ring où RVD tente une prise aérienne contrée par Holly, Van Dam réussit à s'accrocher à la cage et essaie à nouveau une prise aérienne mais il retombe sur la troisième corde. Holly reprend le dessus et tente lui aussi une prise aérienne contrée par RVD qui lui porte un coup de pied au moment de l'impact. Van Dam retourne sur le ring et effectue un slingshot rolling thunder (une prise d'élan en utilisant les cordes suivi d'une roulade et enfin un saut sur son adversaire en roulade) en passant par-dessus la troisième corde. Holly ramène son adversaire sur le ring en effectuant une suplex avant une tentative de tombé infructueuse.
Peu de temps après cela, la première cellule s'ouvre et CM Punk entre en scène avec sa chaise. Il jette la chaise au visage d'Holly en arrivant, il tente ensuite cette même attaque sur RVD mais ce dernier lui renvoie cet objet au visage. RVD effectue ensuite un monkey flip sur Punk qui retombe sur la chaise. Punk reprend l'ascendant sur son ennemi et le projette dans un coin du ring où l'attend la chaise positionnée entre la deuxième et la troisième corde ; RVD a le visage en sang. Punk décide de s'attaquer à Holly mais ce dernier l'envoie violemment contre la cage. De retour sur le ring, Holly continue à dominer son affrontement avec Punk et effectue une superplex. Van Dam agit ensuite en opportuniste et tente d'éliminer CM Punk, sans succès. Holly s'y essaie ensuite avec le même résultat.
Test est le second à être libéré et attaque RVD au visage avec son pied de biche. Test se retrouve derrière Punk et tente de l'étrangler avec son outil mais il se fait contrer. Van Dam se relève et après avoir porté plusieurs clotheslines à Holly, il prend la chaise et donne un coup sur la tête de ses trois adversaires. Van Dam monte sur la troisième corde et effectue un Five Star Frog splash sur Punk, avant de faire le tombé qui l'élimine. Test se relève et inflige un coup de pied haut à Holly puis effectue le tombé, l'arbitre s'arrête au compte de deux mais il décide cependant d'éliminer Hardcore Holly[pas clair]. Van Dam profite de ce que son unique adversaire du moment célèbre l'élimination d'Holly pour monter sur la troisième corde et lui porter un coup de pied sauté. Il monte au-dessus de la cellule du Big Show mais vu que[style à revoir] des chaînes recouvrent le dessus de cette structure, Show décide de l'empêcher de faire un saut en bloquant un de ses pieds. Test prend alors la chaise et monte pour donner des coups à RVD avant de le faire retomber au sol. Il positionne la chaise sur le visage de son ennemi, monte au-dessus de la cellule de Show et fait une descente du coude qui lui permet d'éliminer Van Dam.

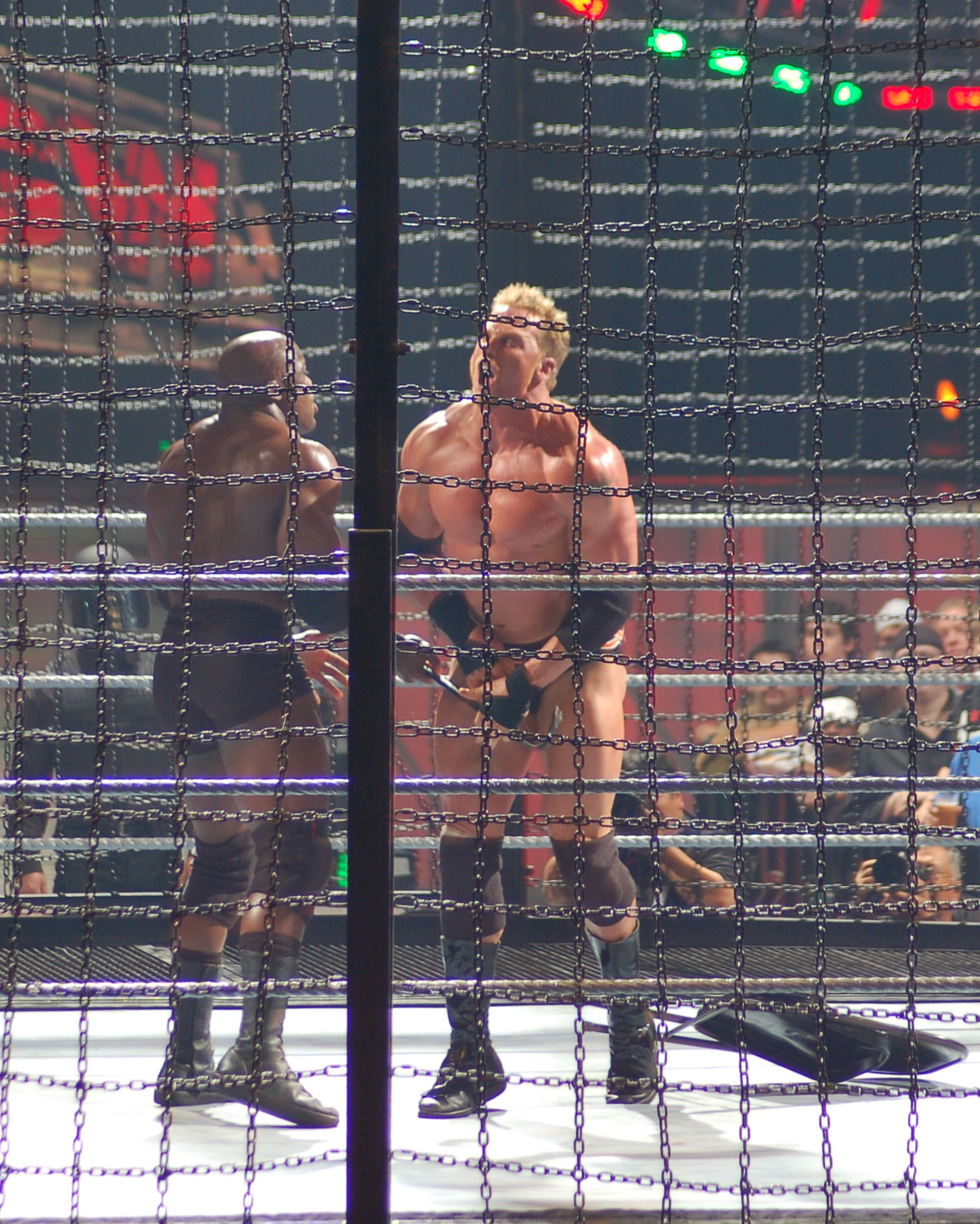
Bobby Lashley (de dos) face à Test.

Alors que Lashley doit être libéré, les gardes du corps d'Heyman décident d'attaquer les officiels et empêchent sa sortie. Il décide alors d'utiliser sa table comme bélier et brise les chaînes au-dessus de sa cellule. Lashley prend le dessus sur son adversaire en effectuant une clothesline en sautant puis le projette dans sa cellule. Test se relève reprend le dessus avant de tenter de donner un coup de chaise à son ennemi, Lashley contre et après plusieurs clotheslines et une suplex il donne un coup de pied de biche à Test avant de faire un spear, un plaquage, qui lui permet d'éliminer Test. À un peu plus d'une minute de l'arrivée du Big Show, Lashley décide de chercher sa table. Il la jette ensuite contre la cellule de son adversaire puis fait de même avec la chaise.
Big Show entre enfin avec sa batte de baseball recouverte de barbelé. Il tente alors de frapper son adversaire mais ce dernier se protège avec la chaise. Ils se battent ensuite hors du ring où Lashley envoie son rival dans le plexiglas d'une des cellules ; Show a le visage en sang,. Ce dernier reprend le dessus en effectuant une clothesline puis lève son bras pour signaler au public qu'il compte porter un chokeslam. Lashley contre cette prise en infligeant un DDT. Après quelques coups de poing, Show tente un running powerslam contré par Lashley qui utilise ensuite les cordes pour prendre de l'élan pour effectuer un spear qui[style à revoir] lui permet de devenir le nouveau champion de l'ECW.
Lashley sort de la cage avec la ceinture. Des explosions pyrotechniques ont lieu pour conclure ce spectacle.

## Tableau des matchs
| #                                                                | Match | Stipulation                                                    | Durée |
| ---------------------------------------------------------------- | --- | -------------------------------------------------------------- | ----- |
| Dark                                                             | Stevie Richards bat René Duprée                                                                                        | Match simple                                                   |       |
| 1                                                                | Hardy Boyz (Jeff et Matt Hardy) battent MNM (Joey Mercury et Johnny Nitro) (avec Melina)                               | Match par équipe                                               | 22:33 |
| 2                                                                | Balls Mahoney bat Matt Striker                                                                                         | Match simple                                                   | 07:12 |
| 3                                                                | Elijah Burke et Sylvester Terkay battent The Full Blooded Italians (en) (Little Guido et Tony Mamaluke) (avec Trinity) | Match par équipe                                               | 06:41 |
| 4                                                                | Daivari (avec The Great Khali) bat Tommy Dreamer                                                                       | Match simple                                                   | 07:22 |
| 5                                                                | Ariel et Kevin Thorn battent Kelly Kelly et Mike Knox                                                                  | Match par équipe mixte                                         | 07:43 |
| 6                                                                | Bobby Lashley bat Big Show (c) (avec Paul Heyman), CM Punk, Hardcore Holly, Rob Van Dam et Test                        | Extreme Elimination Chamber match pour le championnat de l'ECW | 24:42 |
| (c) désigne le(s) champion(s) défendant son titre dans le match. | |                                                                |       |

## Accueil et critiques
Ce spectacle est un des plus négativement critiqués parmi ceux organisés par cette fédération, que ce soit peu de temps après la diffusion ou même des années plus tard.
Matt Mackinder du Canadian Online Explorer critique la durée de cette soirée, le dernier match arrivant très tôt, en écrivant : « il n'est pas encore 21 h 45. ». Les deux matchs annoncés au départ (le match par équipe entre les Hardy Boyz et MNM puis l'Extreme Elimination Chamber match) sont décents mais il juge les matchs annexes comme n'étant pas au niveau de ce qu'on attend de la WWE dans un spectacle en paiement à la séance. Il déclare à ce propos : « J'ai payé pour voir Matt Striker faire un match qui aurait pu être organisé un mardi soir. Est-ce que Vince (McMahon) et Heyman tirent les noms d'un chapeau ? Rien n'a vraiment de sens. ». Il conseille d'aller regarder le prochain spectacle uniquement consacré à l'ECW dans un bar le diffusant afin d'éviter de dépenser le prix de cette émission en paiement à la séance, soit environ 40 dollars. Il conclut son article en attribuant la note de 4 sur 10 car « les deux matchs annoncés sauvent cette soirée de la débâcle. ».
Wade Keller du Pro Wrestling Torch est lui nettement plus sévère concernant ses notes, attribuant une demi étoile sur cinq à Striker-Mahoney, une étoile à Burke-Terkay vs Guido-Mamaluke remarquant pendant cet affrontement des chants pour la Total Nonstop Action Wrestling (TNA). Au cours de son résumé du match Daivari-Dreamer, l'auteur commence à faire le point : « Le public chante We want hardcore (wrestling) (on veut du catch hardcore.). Ce n'est pas ce que les fans attendaient. Cela ressemble plus à un spectacle non télévisé de la WWE qu'aux deux dernières éditions de ECW One Night Stand. C'est juste dingue de croire que c'est « bon pour les affaires ». » ; il donne la note d'une demi étoile à ce match et ne note pas le combat entre Knox-Kelly Kelly et Thorn-Ariel mais fait remarquer que certains spectateurs ont applaudi la trahison de Knox. Les deux seuls matchs qui trouvent grâce à ses yeux sont ceux annoncés en début d'émission. Pour celui opposant les Hardy Boyz aux MNM, il juge « certains passages mieux que d'autres […], mais finalement un bon voire très bon match par équipe » et l'Extreme Elimination Chamber match reçoit la note de trois étoiles. Il termine son article en faisant remarquer que ce match se termine à 22 h 16.
En mai 2013, Maxwell Baumbach regarde le DVD de cette soirée et encense les mêmes matchs que ses confrères : il considère qu'Hardy Boyz contre MNM est l'« un des meilleurs matchs par équipe de 2006 […] la séquence finale est absolument fabuleuse. », l'Extreme Elimination Chamber match « compense l'absence de stars par des spots (moments mis en scène bien avant le match) et des armes […] mais c'est encore un main event solide. ». L'auteur juge très négativement les matchs annexes. Le match Striker-Mahoney n'est « pas convaincant et pas divertissant. Bien qu'il ne fasse qu'un peu plus de sept minutes, il semble trop long. ». Il signale que des fans présents chantent « Change the channel » au cours du match entre Burke-Terkay contre Little Guido-Mamaluke et considère cet affrontement comme étant « un squash match (un affrontement bref généralement à sens unique) trop long. ». Il juge le match suivant qui oppose Daivari à Tommy Dreamer « inintéressant. » car « le public s'en fout ». Pour l'avant dernier match, il remarque que « la foule était très silencieuse avant l'entrée des femmes sur le ring ». Il termine cet article par une analyse du DVD dans sa globalité en résumant ses remarques et conseille aux lecteurs d'« éviter ce DVD, mais par contre de chercher le premier match sur Youtube ».
En décembre 2014, Luke Winkie fait une analyse de ce spectacle pour Sports Illustrated et titre (The Worst Wrestling Shows Ever: December to Dismember, « Le pire spectacle de catch de tous les temps » : December to Dismember) annonce la couleur. Il ne s'attaque pas à la qualité du premier match, mais par contre n'apprécie pas le travail de Tazz aux commentaires car « il agit comme un loup de cartoon qui voit une jolie femme » en parlant de Melina. Il se montre ironique dans le jugement[style à revoir] du second match qui est « très bien. Matt Striker a une photo de son visage derrière son slip et c'est assez impressionnant. Balls Mahoney gagne, car apparemment l'éradication des despotes du lycée est plus EXTRÊME que l'éradication des professeurs de lycée. ». Il signale les chants pour la Total Nonstop Action Wrestling (TNA) pendant l'affrontement entre Sylvester Terkay-Elijah Burke et Little Guido-Tony Mamaluke et déclare à ce propos : « C'est à ce point ennuyant pour ces gens. ». L'affrontement entre Daivari et Tommy Dreamer montre selon lui « toutes les choses qui ont mal fonctionné lors du reboot de l'ECW. Je veux dire, si vous essayez de faire renaître une fédération appréciée des fans, engagez des gens qui incarnent cela » en parlant de l'esprit catch hardcore de l'ECW originelle. Il pense que le départ de Dreamer est en partie dû au fait de jobber (perdre pour mettre en valeur son adversaire) face à Daivari. Concernant l'Extreme Elimination Chamber match, il remarque que le public encourage CM Punk dès son entrée et que pour lui, l'élimination soudaine dans le match de ce catcheur provoque « une baisse d'enthousiasme de la salle. ». La célébration de Bobby Lashley devient alors « un échec car la foule est censée être folle de joie à l'égard du nouveau champion au lieu de cela, on a des gens qui marmonnent et qui se dirigent vers la sortie ».

## Conséquences

### Renvoi de Paul Heyman

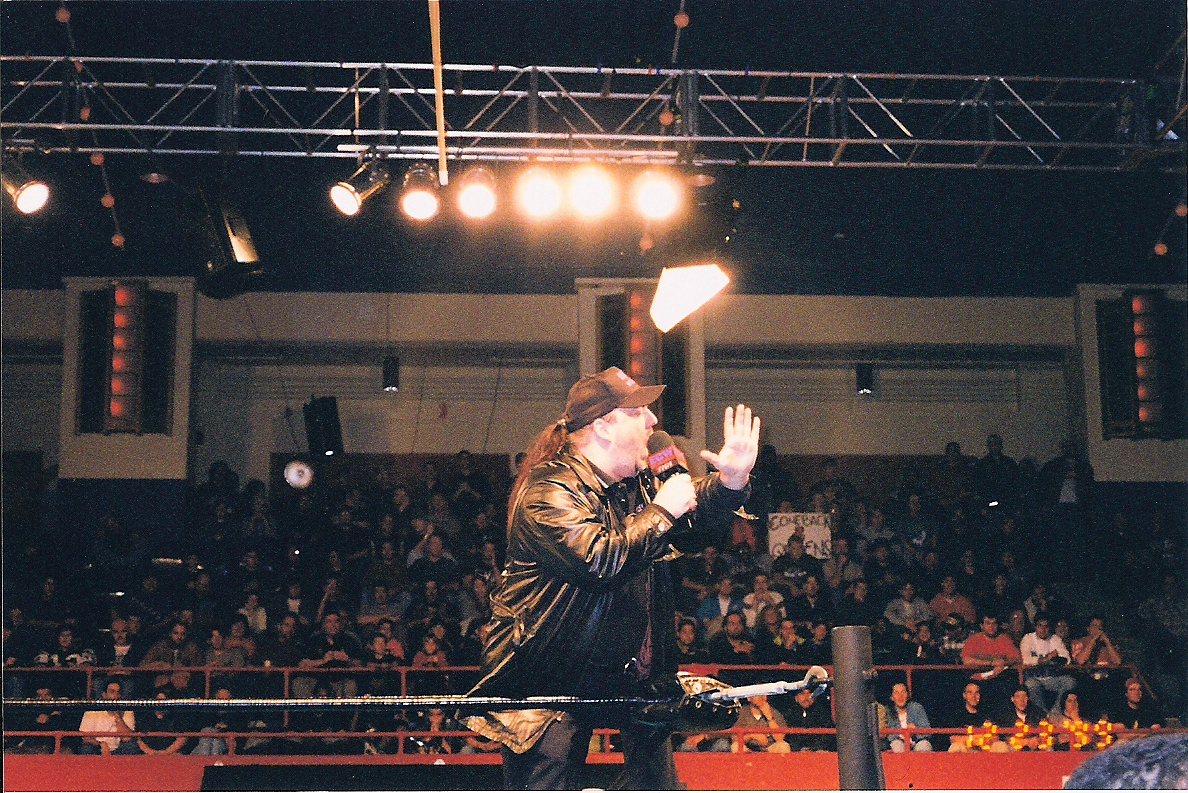
Les mauvaises audiences et les tensions en coulisses aboutissent au départ de Paul Heyman.

Au cours de la mise en place de ce spectacle, Vince McMahon (le président de la WWE) et Paul Heyman (qui en plus d'être le manager général de l'ECW est le scénariste de cette émission) ne s'entendent pas sur le choix du nouveau champion de l'ECW. McMahon pense que c'est trop tôt pour Lashley qui ne travaille que depuis 2005, tandis qu'Heyman pense le contraire et souhaite le mettre en avant en devenant son manager. Il envisage un heel turn du nouveau champion afin d'utiliser les mêmes recettes qui ont fait le succès de Brock Lesnar. De plus, Heyman ne termine le script de cette émission que quelques jours avant le spectacle ce qui dérange McMahon qui a l'habitude d'intervenir dans les décisions scénaristiques des matchs de championnat. La décision de remplacer Sabu est prise le quelques heures avant le match et l'ordre d'élimination initial d'Heyman se retrouve annulé le soir même par McMahon, notamment la défaite du Big Show par soumission par CM Punk. Le lendemain, Heyman ne vient pas à un spectacle non télévisé de l'ECW puis le 5 décembre, Stephanie McMahon annonce qu'Heyman n'est plus le scénariste de l'ECW. David Lagana le remplace à ce poste. Le 18 janvier 2007, les Basham Brothers (Danny et Doug Basham), qui incarnent les agents de sécurité casqués d'Heyman, font partie d'une liste de catcheurs renvoyés.

### Autres conséquences
En coulisses, la direction de la WWE décide de mettre fin aux contrats de plusieurs catcheurs de l'ECW. Outre le cas des Basham Brothers, de Sylvester Terkay et de C.W. Anderson, Jazz et Tony Mamaluke font partie de cette liste de catcheurs/catcheuses renvoyés.
Début janvier 2007, Bobby Lashley défend son titre à plusieurs reprises : d'abord face à Rob Van Dam le 2 puis la semaine suivante où Test attaque les deux hommes,. Les trois hommes se retrouvent le 16 dans un match de championnat où Lashley garde sa ceinture. Ce dernier affronte Test douze jours plus tard au cours du Royal Rumble, dans un match simple qui se conclut par la victoire du champion de l'ECW à la suite du décompte à l'extérieur de son adversaire,. Lashley se retrouve ensuite impliqué dans la rivalité entre Donald Trump et Mr. McMahon en devenant le représentant de Trump dans le Hair vs. Hair match opposant les deux hommes d'affaires à WrestleMania 23 le 1er avril où il bat Umaga (qui représente McMahon). Son règne de champion prend fin le 29 avril après sa défaite dans un match à handicap face à Mr McMahon, Umaga et Shane McMahon durant lequel le président de la WWE devient champion de l'ECW.